# Beroboka
Beroboka est une commune urbaine malgache située dans la partie ouest de la région de Menabe.